# Publi Ligari
Publi Ligari (en llatí Publius Ligarius) va ser un militar romà del segle i aC.
Favorable a Gneu Pompeu, va lluitar per aquest a Hispània l'any 49 aC, i va caure presoner de Juli Cèsar que el va perdonar amb la condició que no tornaria a servir mai més en la seva contra. Ligari no va complir la seva paraula i es va unir als pompeians a l'Àfrica. Capturat altre cop per Cèsar l'any 46 aC va ser condemnat a mort i executat.
Se'l suposa germà de Quint Ligari (Quintus Ligarius) i de Tit Ligari (Titus Ligarius).